# Max von Landsberg-Velen

Max von Landsberg-Velen (1847–1902). Photographie von Leopold Haase & Comp., Berlin um 1874

Max Graf von Landsberg-Velen (* 17. Januar 1847 in Münster; † 31. Dezember 1902 in Velen bei Borken) war ein westfälischer Standesherr und preußischer Agrarpolitiker.

## Leben
Max von Landsberg-Velen war Sohn des Standesherrn Friedrich von Landsberg-Velen und dessen Frau M. Sophie. Er selbst heiratete 1874 Maria von Vietinghoff, genannt Schell.
Landsberg-Velen studierte Rechtswissenschaften in Bonn und Heidelberg. Im Jahr 1869 promovierte er zum Dr. jur. Im Zusammenhang mit der Wiederbelebung des Malteserordens durch seinen Vater in Deutschland, nahm er als Delegierter des Ordens am Deutsch-Französischen Krieg 1870/1871 teil. Dabei arbeitete er in verschiedenen Lazaretten unter anderem in Amiens.
Zwischen 1874 und 1878 vertrat er für die Zentrumspartei den Wahlkreis Borken-Recklinghausen im Reichstag. Außerdem war er Mitglied im westfälischen Provinziallandtag, im Provinzialausschuss und Provinzialrat. Er war darüber hinaus Mitglied im preußischen Herrenhaus.
Unter dem Einfluss seines Onkels Burghard von Schorlemer-Alst wandte sich Landsberg-Velen der landwirtschaftlichen Interessenvertretung unter anderem im Westfälischen Bauernverein zu. Daneben war er stellvertretender Vorsitzender des landwirtschaftlichen Hauptvereins für den Regierungsbezirk Münster. Dieser setzte sich vor allem für die Verbesserung der landwirtschaftlichen Technik und Praxis ein. Als Nachfolger von Schorlemer-Alst wurde Landsberg-Velen Vorsitzender des Westfälischen Bauernvereins, der unter seiner Leitung weniger politisch war. Als Vorsitzender der Zentralmoorkommission war er maßgeblich an der Kultivierung von Moor- und Heideböden für die Landwirtschaft beteiligt. Landsberg-Velen setzte sich 1889 für die Gründung der Landwirtschaftskammer für Westfalen ein. In dieser ging der landwirtschaftliche Provinzialverein, welcher aus den Zentralvereinen hervorgegangen war, auf.
Verdienste erwarb sich Landsberg auch bei der Gründung der katholischen Arbeiterkolonie Maria Veen in Reken. Diese machte es sich zur Aufgabe, Alkoholsüchtige und „Arbeitsscheue“ gesellschaftlich wieder einzugliedern. Er war außerdem Mitglied des Landeseisenbahnrates, des Landesökonomierates und war Mitglied im Deutschen Landwirtschaftsrat.